# Província de Hida

Mapa das províncias japonesas (1868) com a província de Hida em destaque

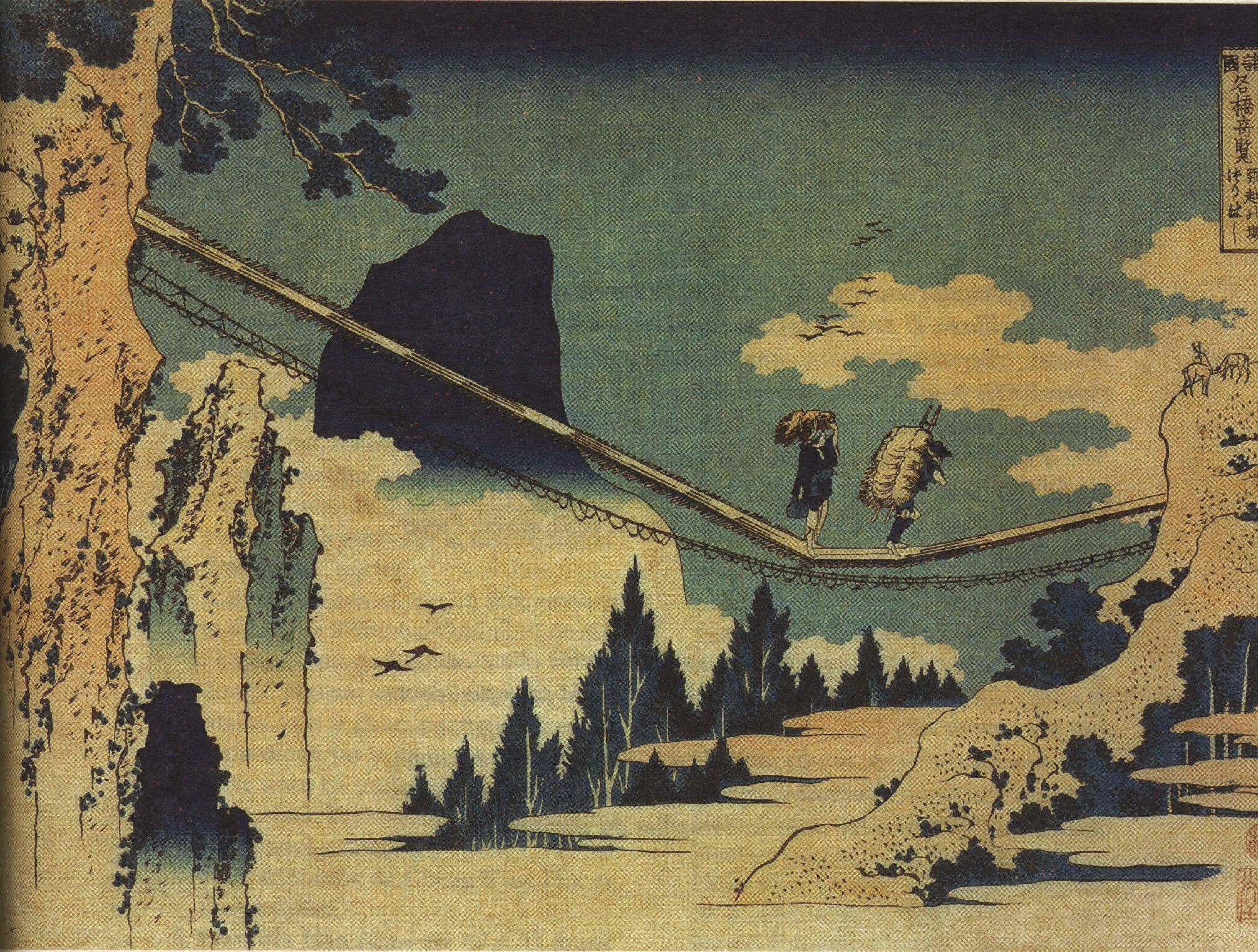
A ponte de Hida

Hida (飛騨国, Hida no kuni) foi uma antiga província do Japão, localizada no circuito Tōsandō, compondo atualmente a região de Hida ao norte da prefeitura de Gifu. Os kanji tradicionais para o nome da província são 飛驒國, com o radical superior do kanji do meio e o interior do kanji da direita sendo diferentes.

## História
A cidade do castelo da província de Hida era Takayama. Hida possuía várias florestas e era uma grande fonte de madeira e metal para as demais províncias. O tráfego de pessoas por rio a partir de Hida até as províncias de Mino e Owari era grande.
Em 1585, Kanamori Nagachika, um dos generais de Oda Nobunaga e, mais tarde, de Toyotomi Hideyoshi, foi enviado para ocupar a província de Hida e se tornou seu senhor. Ele lutou ao lado de Tokugawa Ieyasu na Batalha de Sekigahara e seus herdeiros mantiveram a posse da província durante o Período Edo.

## Municipalidades e distritos

### Atualmente
- Shirakawa (Distrito de Ōno)
- Takayama
- Hida
- Gero

### Anteriores
- Distrito de Mashita
- Distrito de Yoshiki